# 17e corps d'armée (Ukraine)
Pour les articles homonymes, voir 17e corps d'armée.
Le 17e corps d'armée (en ukrainien : 17-й армійський корпус) est une grande unité des forces terrestres ukrainiennes.

## Histoire
Le 17e corps d'armée est une unité militaire formée dans le cadre des réformes de réorganisation émises par Volodymyr Zelensky début 2025. Ces réformes visent à améliorer les structures de commandement et la préparation opérationnelle dans le contexte des conflits en cours,.
Le corps d'armée est responsable du secteur de combat de l'oblast de Zaporijia remplaçant le groupe tactique opérationnel Zaporijia. Le cœur du corps d'armée est formé à partir du QG de la 65e brigade mécanisée.

## Structure
En 2025, la structure de la société est la suivante :
- 17e corps d'armée
  - QG du corps d'armée
  -  44e brigade d'artillerie
  -  65e brigade mécanisée
  -  110e brigade mécanisée
  -  128e brigade d'assaut de montagne
  -  108e brigade de défense territoriale
  -  128e brigade de défense territoriale
  -  241e brigade de défense territoriale
  -  411e régiment de systèmes de drones
  -  422e bataillon de systèmes de drones